# 山本明 (宇宙戦艦ヤマト)
山本 明（やまもと あきら）は、アニメ「宇宙戦艦ヤマトシリーズ」の登場人物。

## 概要および誕生経緯
ヤマトの艦載機隊（通称「ブラックタイガー隊」/「コスモタイガー隊」）所属のパイロット。左目を覆い隠す長い前髪が特徴。
第1作『宇宙戦艦ヤマト』では第4話のみのゲストキャラクターで、松本零士によるラフ稿はなく、この回の作画監督である白土武がデザインした。名前の「明」が設定されたのは『さらば』以降であり、第1作では名字のみの設定だった。これは一度限りの登場人物でしかなかった山本が、片目が隠れる長髪の髪型という設定により、図らずも女性ファンの人気を呼んだためである。これを受けて名前が設定され、『さらば』や『ヤマト2』での活躍を与えられた。

## 劇中での登場
宇宙戦艦ヤマト
第4話に登場。ヤマトが月軌道でワープテストの準備中、ガミラスの高速空母より発進した艦載機を迎撃するべくブラックタイガーに乗って出撃し、交戦中に被弾する。ワープテスト開始時刻が迫る中、自らの帰還よりテスト決行の優先を進言するが、戦闘班長の古代進による着艦指揮のおかげで決行寸前に間に合う。
さらば宇宙戦艦ヤマト 愛の戦士たち
月面基地の月面司令部航空隊に所属していたが、ヤマトの無断発進を知り、コスモタイガー隊隊長の加藤三郎をはじめ多くの仲間とともにヤマトへ合流する。最終決戦における都市帝国突入の際には対空砲火から古代と真田志郎の搭乗機をかばって被弾し、キャノピー越しに古代へ敬礼を残すと、愛機とともに都市帝国の下部へ激突死する。
宇宙戦艦ヤマト2
第5話から登場。大筋の活躍や最期は『さらば』と同じだが、細かい出番が追加されている。第9話では彗星帝国の偵察機を迎撃する際に斉藤始に殴り飛ばされて機体を奪われ、彼の帰還後には殴り返して一触即発の状態になりかける。第20話では土星会戦において敵機動部隊の索敵に務めるが、レーダーが使用禁止だったため、「太平洋でメダカを探すようなもの」とぼやいている。その後、真田が敵機動部隊を発見した後には急行して加藤隊にやや遅れて到着し、敵空母に猛攻をかける。
宇宙戦艦ヤマト 新たなる旅立ち
加藤らとともに英雄の丘にレリーフが設置されている。本人は、戦死者への黙祷での回想シーンにおいて、新規作画で1カットのみ登場する。

## PSゲームシリーズ
本シリーズ第1作のPS版『宇宙戦艦ヤマト 遥かなる星イスカンダル』では、シナリオ8「マゼラン臨海宙域」での七色星団戦やエンディング画像において登場自体はするものの、ストーリーには深く関わらない。なお、本作では隠れている目が原作アニメとは逆になっている。
第2作のPS版『さらば宇宙戦艦ヤマト 愛の戦士たち』において、増永計介により正式にゲーム用にリデザインされ、本格的に登場する。基本設定は『さらば』『ヤマト2』と変わらない。斎藤始とは折り合いが悪く、機体に勝手に触ったときは怒っている。ストーリー07「双子座カストル宙域」において、コスモタイガーの複座型のテスト飛行の際、新米俵太に代わって斎藤が勝手に乗り込んだため、新米との体重の違いが原因で機体の調子が狂い、近くの小惑星に不時着する。斎藤と一触即発になりかけるが、同小惑星に敵基地があることを知り、共にこれを攻略したことで互いに認め合う。しかし、その後も喧嘩する仲は変わっていない。
ストーリー20「地球圏・対都市帝国戦」における都市帝国突入の際には原作同様に被弾するが、激突直前に機体から脱出してかろうじて生還するため、続編となる暗黒星団三部作（PS2版『宇宙戦艦ヤマト イスカンダルへの追憶』『宇宙戦艦ヤマト 暗黒星団帝国の逆襲』『宇宙戦艦ヤマト 二重銀河の崩壊』）では、加藤の後を継いでコスモタイガー隊の2代目隊長に就き、新たに部下となった坂本茂や椎名晶を指導しながら暗黒星団帝国との戦いに赴いている。

## 備考
『宇宙戦艦ヤマト』における古代の部下は全員が「戦闘班」という括りにされており、砲術部門と艦載機部門で班員の明確な区別がされていなかった。隊長の加藤を除くブラックタイガー隊員は、古代や南部康雄のような砲術班と同じ白地に赤矢印の制服を着ており、山本もそのデザインの制服だった。『さらば』以降、コスモタイガー隊員が加藤と同じ黒地に黄矢印の制服へ変更されてからは山本も同じデザインの服へ変更され、声優も曽我部和恭で固定された。
『さらば』『ヤマト2』での敬礼シーンは動画マン当時の板野一郎が動画を担当したが、彼のお遊びにより、動画の時点では山本がキャノピーを開けて脱出している。また、仕上げの手違いから山本の左肘がキャノピー外へはみ出した状態で撮影されてしまっており、後年に発売されたVHS版・LD版・DVD版でもそのままだったが、2013年に発売されたBD版『さらば』（バンダイビジュアル、BCXA-0713）ではデジタルリマスター化に際してデジタル修正が行なわれ、左肘が除去されている。
『宇宙戦艦ヤマト』（以下、旧作）のリメイク作品『宇宙戦艦ヤマト2199』では、制作開始当初は加藤との対比も込めて長髪のクールキャラクターとしてデザインされていた。しかし、その後に山本を女性にすることが決まり、デザインやキャラクターのイメージは篠原弘樹として流用された。また、女性化された山本玲も、火星のアルカディアシティー出身、銀髪のショートカット、紅瞳（本作の設定では、火星生まれの特徴とされている）と、基本設定に旧作の山本との共通点がほとんど無いキャラクターとなった。

## 担当キャスト
- 声優
  - 野村信次 - 『宇宙戦艦ヤマト』[2]
  - 曽我部和行（現・曽我部和恭） - 『さらば宇宙戦艦ヤマト 愛の戦士たち』『宇宙戦艦ヤマト2』[3]
  - 岡幸二郎 - PS版『さらば宇宙戦艦ヤマト 愛の戦士たち』[4]
  - 伊藤健太郎 - PS2版『宇宙戦艦ヤマト イスカンダルへの追憶』『宇宙戦艦ヤマト 暗黒星団帝国の逆襲』『宇宙戦艦ヤマト 二重銀河の崩壊』
- 俳優
  - 斎藤工 - 『SPACE BATTLESHIP ヤマト』[1]